# Xarel·lo
Xarel·lo ist eine Weißweinsorte aus Katalonien. Ihr Hauptanbaugebiet befindet sich dort in der D.O. Penedès. Unter dem Namen Pansa Blanca hat sie in der D.O. Alella große Verbreitung. Weitere nennenswerte Flächen befinden sich in Aragonien und auf den Balearen. Xarel·lo wird insgesamt auf 9800 ha (1999) kultiviert.
In der D.O. Alella gibt es auch noch eine rote Variante mit dem Namen Pansa Rosado, bzw. Pansa Vermella. In Katalonien dient sie mit den beiden Sorten Parellada und Macabeo als Grundlage für den Schaumwein Cava.
Die Rebsorte ist frühreifend und hat ein vorwiegend vegetales, dem Weißkohl ähnliches Aroma. Die Weine zeigen viel Körper und eine gute Säurestruktur, aber auch rustikalen Charakter. Es werden aus ihr seit den 1990er Jahren immer mehr und mehr reinsortige Weißweine gekeltert. Diese zeichnen sich durch ihre goldgelbe Farbe und Fülle aus. Weine aus Xarel·lo eignen sich auch zum Ausbau im Barrique.
Es gibt die Vermutung, dass Xarel·lo mit Avesso aus der nordportugiesischen Weinbauregion Vinho Verde identisch ist. Dies gilt auch für die Rebsorte Doradillo, die in Australien und Südafrika als Synonym für Jaén Blanco verwendet wird. Sie stammt vermutlich aus Spanien, wird dort jedoch unter diesem Namen nicht mehr angebaut. Aus Doradillo werden hauptsächlich Tafelweine und Grundweine zur Destillation hergestellt.

## Synonyme
Xarel·lo ist auch unter den Namen Cartoixa, Cartuja, Cartuxa, Jaén Blanco, Moll, Pansa, Pansa Blanca, Pansal, Pansalat, Pansalet, Pansar, Pensal, Prensa Branco, Vinate, Vinyater, Xarell-Lo, Xarello und Xarelo Blanco bekannt.